# Старооскольский уезд

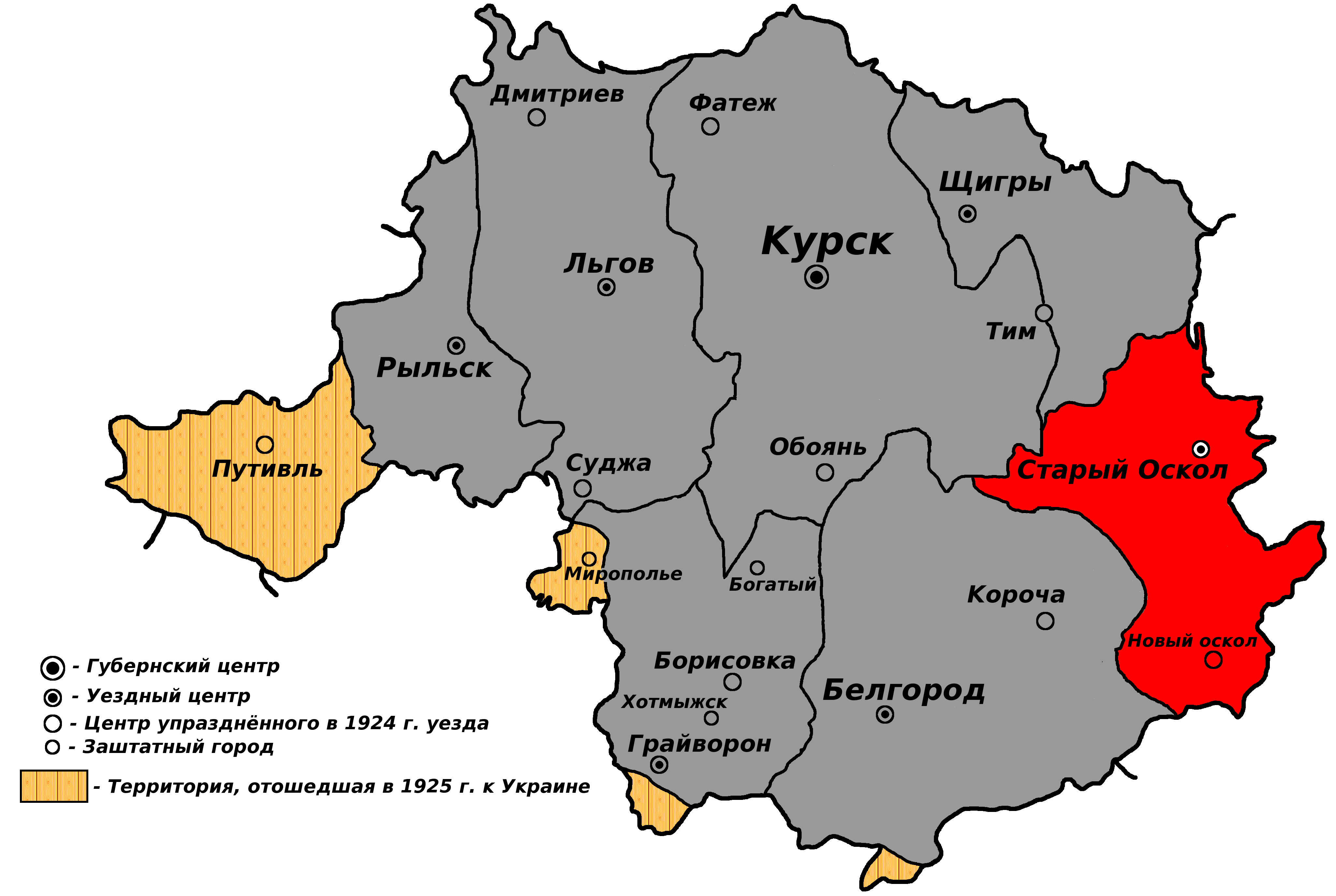
Старооскольский уезд в составе Курской губернии РСФСР (1924—1928 гг.)

Ста́рооско́льский уе́зд — административно-территориальная единица Российской империи, а затем (после революции) РСФСР. Уезд входил в состав: Белгородской губернии (1727—1779), Курского наместничества (1779—1796) и Курской губернии (1796—1928). Уездным центром был город Старый Оскол.

## История
Старооскольский (Оскольский) уезд известен как административно-территориальная единица с конца XVI века. Образован вместе со строительством Оскольской крепости, для расселения служилых людей крепости. В начале XVII века площадь уезда составляла примерно 3 920 км². К середине XVII столетия его площадь достигла 1500 тыс. десятин (≈16 387 км²), 2 % этой территории занимала пашня. После выделения самостоятельных Яблоновского и Новооскольского уездов площадь Старооскольского уезда сократилась до 9 461 км².
В результате административно-территориальной реформы Петра I (1708 год) уезды были упразднены.
В 1727 году уезды, как административно-территориальная единица, были воссозданы. Старооскольский уезд вошёл в состав Белгородской провинции новосозданной Белгородской губернии.
В 1779 году Белгородская губерния была ликвидирована и Старооскольский уезд вошёл в состав Курского наместничества. Часть территории Старооскольского уезда отошла к новосозданным Щигровскому и Тимскому уездам Курского наместничества, а другая часть к Ниждевицкому и Землянскому уездам Воронежского наместничества.
В 1797 году Курское наместничество было преобразовано в Курскую губернию, уезды были укрупнены. К Старооскольскому уезду отошли части Корочанского, Тимского и Новооскольского уездов, в свою очередь, часть территории Старооскольского уезда была передана в состав Щигровского уезда.
В 1802 году большинство уездов, существовавших до 1797 года, были восстановлены, а границы пересмотрены. В результате, Старооскольский уезд потерял значительную часть своей территории.
C 1802 года по 1918 год границы Старооскольского уезда существовали без значительных изменений.
В период между 1918 и 1924 годами многократно пересматривался состав и названия входивших в уезд волостей и сельсоветов.
По постановлению Президиума ВЦИК от 12 мая 1924 года уезды были укрупнены. Корочанский и Новооскольский уезды были разделены между Старооскольским и Белгородским уездами.
В 1928 году, в связи с переходом с губернского на областное деление, Старооскольский уезд был упразднен. Территория бывшего Старооскольского уезда вошла в состав Воронежского и Острогожского округов Центрально-Чернозёмной области, которые были разделены на районы. В числе прочих был образован Старооскольский район.

## Население
В 1615 году население Оскольского уезда составляло примерно 3,9 тыс. чел. обоего пола (в том числе городское — 53,9 % или около 2,1 тыс. чел.). К 1655 году его численность выросла до 5,6 тыс. чел. (городского населения — 22,9 % или 1,3 тыс. чел.). В начале XVIII века сельское население Старооскольского уезда достигло численности в 19 тыс. чел. (2997 дворов при среднем уровне населённости двора в 6,34 чел.).
В 1719 году мужское однодворческое население Старооскольского уезда составляло 21,1 тыс. чел, крестьянское — 4,7 тыс. чел.. В целом же население уезда равнялось 42,5 тыс. чел., плотность населения достигла 4,49 чел. на км².
В 1925 году 74,4 % населения Старооскольского уезда считало себя русскими, 25,5 % — украинцами.

## Административно-территориальное деление

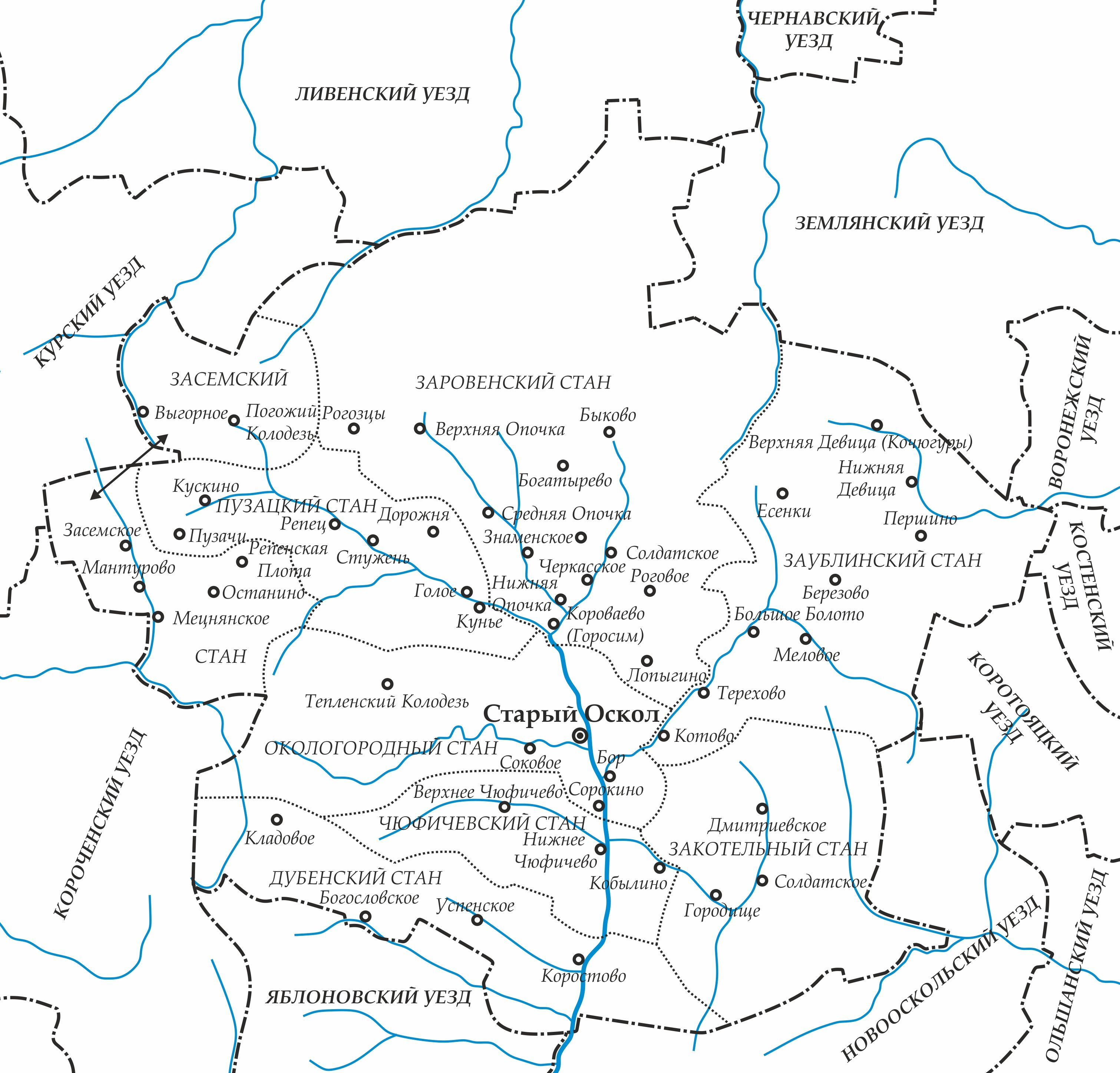
Становое деление уезда в XVIII веке

В начале XVII столетия Оскольский уезд разделялся на 5 станов — Окологородный, Ублицкий, Чюфичевский, Дубенский и Орлицкий. К 1626 году Ублицкий стан полностью вошёл в состав Окологородного. В середине XVII века Орлицкий стан перешёл в состав нового Яблоновского уезда, лишь село Яблоново и деревня Завалишина были приписаны к Дубенскому стану. В конце XVII — начале XVIII века Старооскольский уезд состоял из 8 станов — Окологородного, Пузацкого, Засемского, Чюфичевского, Дубенского, Закотельного, Заублинского и Заровенского («Ублинского по-за Ровеню»).
В 1890 году в состав уезда входило 19 волостей
| № п/п | Волость           | Волостное правление     | Число селений | Население |
| ----- | ----------------- | ----------------------- | ------------- | --------- |
| 1     | Архангельская     | с. Архангельское        | 8             | 5769      |
| 2     | Барановская       | с. Бараново             | 13            | 9061      |
| 3     | Богословская      | сл. Мышинка             | 13            | 9061      |
| 4     | Долгополянская    | с. Долгая Поляна        | 22            | 13974     |
| 5     | Знаменская        | с. Знаменское           | 8             | 4647      |
| 6     | Истобнянская      | с. Истобное             | 11            | 5020      |
| 7     | Казацкая          | сл. Казацкая            | 8             | 9539      |
| 8     | Казачанская       | сл. Казачек             | 17            | 7620      |
| 9     | Котовская         | с. Котово               | 10            | 9200      |
| 10    | Лукьяновская      | д. Лукьяновка           | 10            | 5725      |
| 11    | Орликовская       | сл. Орлик               | 1             | 5049      |
| 12    | Панковская        | с. Панки                | 24            | 6473      |
| 13    | Рождественская    | с. Салтыково            | 5             | 6772      |
| 14    | Скороднянская     | с. Скородное            | 13            | 12677     |
| 15    | Спасская          | с-цо Васильевка         | 9             | 5794      |
| 16    | Средне-Апоченская | с. Средние Апочки       | 11            | 8613      |
| 17    | Стрелецкая        | сл. Стрелецкая          | 12            | 6414      |
| 18    | Юшковская         | с. Юшково               | 21            | 6806      |
| 19    | Ястребовская      | с-цо Стужень Тихвинская | 12            | 7182      |

### Поселения
- Богословская — Дурнево, Дубенка, Сапрыкино, Копцово, Хворостянка, Александровка, Богословка (4 общества), Орлиян-Башиловка, Орлиян-Старовка, Меловое, Присынок, Ближняя Яруга, Кутузов — всего 13 поселений и 16 крестьянских обществ.
- Вязовская — Вязовое, Чуево, Уколово, Никаноровка, Ольшанка (2 общества), Васильевка, Петровка, Сергеевка, Гремучий Колодезь, Кондровка (2 общества), Раевка (2 общества) — всего II поселений и 14 обществ.
- Долгополянская — Завалишино, Сорокине, Успенское, Комаревцево, Коростово, Верхнее Атаманское, Верхнее Чуфичево, Нижнее Атаманское, Нижнее Чуфичево, Шмарное, Долгая Поляна (2 общества), Подмокрая Поляна, Малахова, Лубышево, Перевоз, Прокудино, Сапрыкино, Окольная, Монаково, Головиновка, Николаевка, Николаевка, Котеневка — всего 23 поселения и 24 общества.
- Истобнянская — Истобное и Меловое — 2 поселения и 2 общества.
- Знаменская — Средние Апочки, Баркалово, Верхняя Клешонка, Знаменка (2 общества), Жуково (2 общества), Бараново (4 общества), Каменка, Геросим, Луги (2 общества), Лепяги, Правороть, Усть-Полевой Проток, Красные Кусты, Стойло, Федосеевка (2 общества), Петровка (2 общества), Пятницкое (2 общества), Степановка, Соколовка, Нижняя Клешонка (2 общества), Нижняя Клешонка (3 общества), Богородицкое, Андреевка, Нижние Апочки — всего 24 поселения и 38 обществ.
- Казачанская -Кобылино, Новиково (2 общества), Голофеевка, Шмарное (второе общество и поселение), Казачек, Марьин, Ивановка, Коростово, Николаевка, Завалишино (второе общество), Волоконовка, Славянка — всего 12 поселений и 16 обществ.
- Казацкая — Каплино (2 общества), Ездоцкая, Гумны, Казацкая, Ямская, Александров, Подгорная Поляна, Стойло (Соковая) Бродок, Песчанка, Николаевка (2 общества) — всего II поселений и 13 обществ.
- Кладовская — Новенький, Теплый Верх (5 обществ), Богородицкое (3 общества), Архангельское, Ильинка, Лопухинка, Гушино, Шорство (2 общества), Бабровские Дворы, Бабровка.